# 交響曲第67番 (ハイドン)
交響曲第67番 ヘ長調 Hob. I:67 は、フランツ・ヨーゼフ・ハイドンが作曲した交響曲。

## 概要
作曲年代は明らかでないが、第66番、本作、第68番の3曲は、1779年の秋にヨハン・ユリウス・フンメル（有名な作曲家のヨハン・ネポムク・フンメルとは無関係）によって「作品15」として出版されており、それ以前の作品である。ケルンのヨーゼフ・ハイドン研究所（Joseph Haydn-Institut）が編纂する「ヨーゼフ・ハイドン全集」（JHW=Joseph Haydn Werke）では、1775年から1776年頃の作品とされる。

## 編成
- オーボエ2、ファゴット2、ホルン2、弦五部

## 曲の構成
全4楽章、演奏時間は約28分。弦楽器に様々な奏法が使用され、創意工夫に富んでいる。最終楽章で「急-緩-急」の三部形式を採るのはイタリア序曲を転用したものという。
- 第1楽章 プレスト
ヘ長調、8分の6拍子、ソナタ形式。

ハイドンの交響曲の開始楽章にしては最も急速な速度を採っている。アルペッジョを主体とした主題が  で開始され、伴奏にピッツィカートが多用されている。

- 第2楽章 アダージョ
変ロ長調、4分の2拍子、ソナタ形式。

弱音器つきヴァイオリンによる、複付点音符つきの特徴的な主題で始まる。提示部の終わりに突然  でホルンが聞こえる。展開部では第1ヴァイオリンが第2ヴァイオリンを1拍遅れて追いかける箇所がある。結尾にコル・レーニョ（弓の木の部分で弦を叩く）奏法が指示されている。

- 第3楽章 メヌエット - トリオ
ヘ長調、4分の3拍子。
主部はアルペッジョを主体としている。トリオは弱音器をつけたヴァイオリン2本による二重奏で、第1ヴァイオリンは1本の弦だけを使って演奏される。第2ヴァイオリンはスコルダトゥーラでG線が一音低いFに調弦され、この開放弦が常に保続された民族的な響きになる。

- 第4楽章 フィナーレ：アレグロ・ディ・モルト - アダージョ・エ・カンタービレ - アレグロ・ディ・モルト
ヘ長調、4分の4拍子 - 8分の3拍子、三部形式。
主題はまたもやアルペッジョを主体としたもの。展開部に代わり、第2の緩徐楽章といえる「アダージョ・エ・カンタービレ」の部分が挿入され、ここではヴァイオリン2本とチェロの三重奏に開始された後に全合奏に発展し、中間部は次いでオーボエ2本とファゴットの三重奏となるなど、色彩豊かである。半終止の後、主部が再現される。